# Psychologie davu

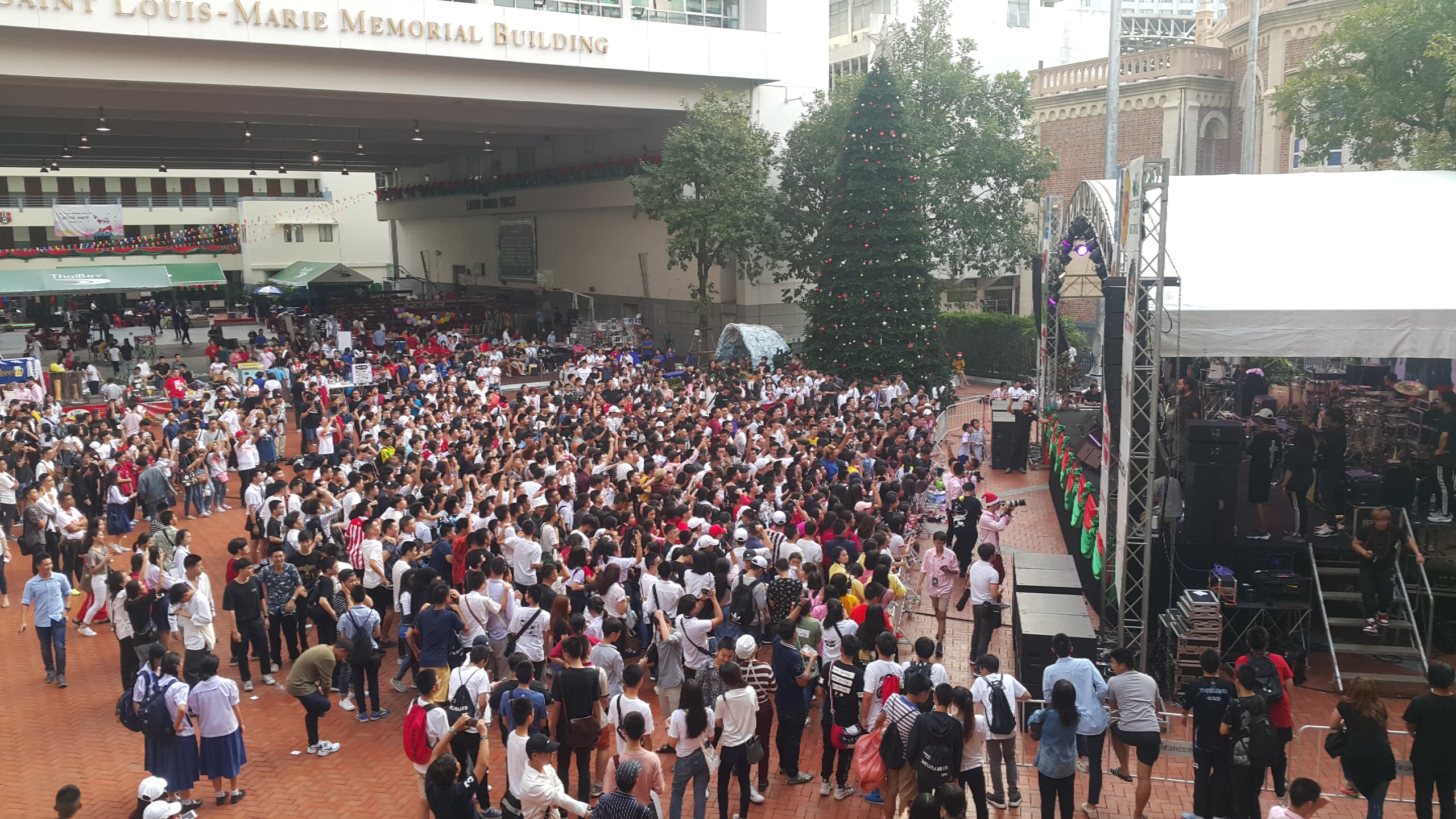
Dav

Psychologie davu je velmi známým pojmem ze sociální psychologie a to především díky francouzskému sociologovi Gustavu Le Bonovi, který působil na konci 19. století. První debata o psychologii davu byla uskutečněna v Římě na prvním Mezinárodním kongresu kriminální antropologie 16. listopadu roku 1885.

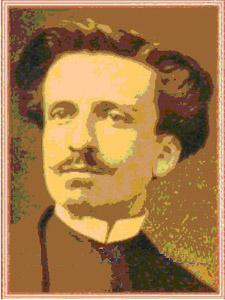
Gustave Le Bon - autor knihy Psychologie davu

Gustave Le Bon (1841–1931) byl francouzský antropolog, sociolog, sociální psycholog a lékař. Ve svých knihách se zaměřoval především na poruchy chování a psychologii davu. Je jednou z prvních osobností, která se zabývala psychologií davu. Ve svém díle Psychologie davu na konci 19. století popsal změny v chování jednotlivců, kteří se stanou součástí davu. Kniha byla poprvé publikována v roce 1895. Do češtiny byla přeložena o několik let později. Le Bon byl přesvědčený, že jedinci v davu se neřídí vlastním svědomím, ale dělají to, co ostatní a jsou tak mnohem snáze ovlivnitelní. Jedinec, který je součástí davu, je podle něj o několik stádií civilizačního vývoje níže. V minulosti byla tato kniha velice oblíbená. Dnes je mnoho názorů publikovaných v knize, např. ty týkající se rasy, překonaných, teorie Le Bona o fungování davů neodpovídá pozdějším poznatkům a jednotlivé Le Bonovy charakteristiky davového chování byla vyvráceny.
Mezi další teoretiky psychologie davu patří například Gabriel Tarde, Sigmund Freud a Steve Reicher.

## Úvod
Le Bon označoval svoji dobu „obdobím davů“. Největší historické převraty, které vedou ke změnám civilizací, tkví dle jeho názoru v proměnách myšlení národů. A významné události jsou tedy jen viditelnými výsledky takovýchto revolučních změn v myslích jedinců. Davy hrály vždy významnou úlohu v dějinách, ale ta nebyla nikdy tak důležitá jako v dnešní době. Podle Le Bona je dav myšlenkově odlišný, přestože je složen z elit, tak by bylo nebezpečné zasahovat do jeho organizace. Davy mají malou schopnost uvažovat, ale jsou naopak velmi dobře uzpůsobeny k činům.
Autor charakterizuje svou dobu jako období výrazných změn. Tyto změny jsou způsobeny dvěma jevy, prvním z nich je rozvrat náboženských, sociálních či politických hodnot, na kterých stojí naše civilizace. Druhým neméně důležitým důvodem jsou objektivní změny, způsobené novými technologickými objevy.
Dříve neměl společenský názor zpravidla žádný význam. V autorově současnosti se však mínění davů stává hlavním faktorem historického dění. Politické tradice či osobní názory vládců znamenají v jeho době již málo, hlas davu nabývá převahy. Obecné příznaky rychlého nárůstu moci davů vidíme u všech národů.
Dav je nadmíru vzrušivý, impulzivní, vášnivý, vrtkavý, nedůsledný, nerozhodný, schopen jít do krajností, přístupný nejhrubším vášním, je lehkomyslný ve svých úvahách, prudký v úsudcích, vnímá jen jednoduché závěry a argumenty.

## Obecná charakteristika davu
V běžném smyslu znamená slovo dav shromáždění jakýchkoliv jedinců bez ohledu na jejich národnost, povolání nebo pohlaví a bez ohledu na náhodu, která je svedla dohromady. Z psychologického hlediska nabývá však slovo dav zcela jiného významu. Ustupuje zde vědomá osobnost a všechny myšlenky jednotlivých členů směřují jedním směrem. Můžeme říct, že dav je souhrnem jedinců, přičemž celé shromáždění lidí má nové vlastnosti, které jsou odlišné od vlastností jednotlivých členů. Tvoří se kolektivní duše, osobnost každého jednotlivce je jakoby potřena. Ztráta uvědomělé osobnosti a orientace myšlenek a citů stejným směrem jsou hlavními atributy davu. Zajímavým postřehem je, že prostorová sounáležitost není nutná a ani postačující pro vznik davu (davem tak mohou být i čtenáři stejných novin (rozhlas tehdy ještě nebyl). V kolektivní duši se stírají intelektuální vlastnosti jedinců a tím také jejich individualita. Jaké jsou příčiny této proměny jedince? Vědomé činy vznikají z neuvědomělého podkladu, který je utvářen dědičnými vlivy. Tento podklad tvoří duši rasy. Davům se stanou společné právě tyto obecné, vrozené charakterové vlastnosti řízené nevědomím. V současnosti se musí často menšina podrobit většině (davu). Existuje mnoho druhů davů od zločinných například po dav hrdinský.
Psychologický dav je seskupení lidí, kteří v určité chvíli uspořádané seskupení. K tomu, aby byl dav organizovaný, musí vykazovat určité společné znaky, nestačí pouze nahodilé uspořádání k tomu, aby se utvořil dav.
Gustave Le Bon zdůrazňuje nestálost davu. Srovnává davy s bytostmi na nižším stupni vývoje, jako například s divochy či dětmi. V jiné části textu používá (z dnešního pohledu) dosti nekorektní přirovnání k ženám: „ … davy neznají pochybnosti ani nejistotu. Zacházejí hned do krajnosti právě jako ženy. Jednou vyslovené podezření se stává okamžitě nepopiratelnou pravdou, počínající antipatie nebo odpor, … mění se u jedince v davu ihned v divokou nenávist.“

## Vlastnosti davů
Davy vykazují určité specifické vlastnosti. Nejnápadnější jev, kterým se projevuje psychologický dav je tento: ať jsou jedinci, ze kterých se stává, jacíkoli, ať se jejich způsob života, jejich zaměstnání, jejich povahy nebo inteligence jakkoli shodují nebo liší, nabývají tím, že jsou přetvořeni v dav, jakousi kolektivní duši. Lidem se mění jejich vlastnosti na vlastnosti davu. Ztrácejí svůj intelekt a chovají se jinak, než by se chovali, kdyby nebyli součástí davu.
Vlastnosti davů vznikají třemi příčinami. První je součástí nějaké skupiny, která ho už samotná ovlivní. Následně duševní nákaza, která se považuje za nevysvětlitelnou. Třetí příčina je zdaleka nejdůležitější, poněvadž podminuje v daném jedinci zvláštní vlastnost, naprosto odporující vlastnostem osamoceného jedince. Jedinec se nechá strhnout davem. Jedinec, který je součástí davu, svého jednání často lituje.

## Faktory působící na názory a přesvědčení davů
Aby se začal dav chovat způsobem, kdy myslí a uvažuje jako celek, je nutné působení faktorů, které ovlivňují právě názory a přesvědčení každého jedince. „Faktory, které určují toto přesvědčení a názory, jsou dvojího druhu: faktory nepřímé a faktory bezprostřední."

### Nepřímo působící faktory
Jedná se o faktory, které zapříčiňují, že dav může přijmout určité přesvědčení, ale některá na něj nemají vůbec vliv. Konkrétně se jedná o rasu, tradice, dobu, instituce, vzdělání a výchovu, které dávají vzniknout zázemí pro nové myšlenky.

#### Rasa
Nejdůležitější faktor, který převyšuje všechny ostatní. Jakmile se jednou vytvoří určité vlastnosti každé rasy, stávají se tak vnějším výrazem její „duše". To je také příčina problému, proč se davy (a zejména jedinci, kteří dav tvoří) různých ras a zemí chovají rozdílně a nelze na ně působit stejným způsobem.

#### Tradice
Jedná se především o naše potřeby a city z minulosti přenesené do současnosti. Důležité však je, aby tradice nezůstávaly zachovány úplně, je nutné je pozvolna odbourávat. Kdyby jakákoliv země zůstala pouze pod vlivem tradic, zaostávala by za ostatními, jelikož by tradice bránila jakémukoliv pokroku. Naopak násilné převraty a revoluce mohou vyvolat spíše úpadek daného národa. Z tohoto důvodu je tedy výchozím řešením pozvolná přeměna. Stejným způsobem funguje tento princip i u davů. Jedinci v davu se liší, každý má své vlastní tradice, které dodržuje. Teprve v tu chvíli, kdy začne každý opouštět své vlastní zakořeněné myšlenky, mohou začít myslet jednotně.

#### Doba
Čas je největší hybatel a příčina vývoje i konce všech přesvědčení. Je to faktor, na kterém jsou závislé všechny ostatní (rasa, tradice,..). S časem se vše mění. Čas shromažďuje všechny názory a myšlenky z předchozích let, na jejichž základě se tvoří nové ideje davů.

#### Politické a sociální instituce
Každý národ se řídí svou povahou, podle které dále vytváří instituce. Můžeme tak říci, že veškeré instituce se rodí na základě myšlenek a idejí jedinců daného národa, a tudíž nad duší davů nemají žádnou moc. I kdybychom se snažili přeměnit názvy institucí, či násilně vytvořit nové podle vzoru ostatních národů, názory daného národa tím nezměníme. Ty pramení z minulosti a právě díky nim má každý národ své vlastní instituce, rozdílné od ostatních.

#### Vzdělání a výchova
Výchova a vzdělání spolu přímo souvisí. „Tradičně je vzdělávání chápáno jako specifická součást výchovy, definované jako záměrné, cílevědomé formování a rozvíjení člověka. Pojem „vzdělávání" bývá v tomto pojetí vztahován především k rozvíjení kognitivních stránek osobnosti." Dobrá výchova a řízené, promyšlené vzdělání může mít pro budoucí plnoprávné členy společnosti zásadní význam. Dav lze výchovou a vzděláním zlepšit, ale v některých zemích a systémech může dojít i ke zhoršení.

### Bezprostředně působící faktory
Jedná se především o ty faktory, které jsou stavěny na předchozích faktorech nepřímých, dávají davům duši a vdechují jim život. „Pod vlivem těchto bezprostředních faktorů vznikají rozhodnutí, která náhle rozbouří život skupin; jimi vypukne vzpoura nebo je vyvolána stávka; jimi ovlivněné obrovské většiny povznášející někoho k moci nebo svrhují vládu."

#### Obrazy, slova a formule
Pokud nemáme po ruce obrazné představy, je možné je vyvolat správným užitím slov a formulí. Mezi nejpůsobivější slova patří ta, která mají nejednoznačný význam a která si mohou různé skupiny lidí vyložit jinak. Mezi tato slova patří například demokracie, svoboda, rovnost a další. Tato slova v sobě totiž shrnují různé druhy přání a zároveň i naděje na jejich uskutečnění. Nejasnost těchto slov ještě více zvyšuje jejich moc. Je také důležité znát současný význam slov, protože slova se vyvíjejí a tatáž slova mohla mít v minulosti jiný význam.  Zároveň si stejná slova mohou jinak vykládat lidé z různých částí světa. Rovněž je v této zdůrazněna důležitá vlastnost státníků a to pojmenovávat nepopulární věci neutrálními nebo populárními názvy. Stačí tak označit nenáviděné instituce novými názvy a davy je přijmou mnohem lépe.

#### Iluze
„Již od dob vzniku civilizací podléhaly davy vždy vlivu iluzí. Nejvíce chrámů, soch a oltářů bylo postaveno právě tvůrcům iluzí." Dříve se jednalo o iluze náboženské, v dnešní době spíše sociální. Hlavním faktorem ve vývoji národů byl vždy klam. Davy totiž netouží po pravdě, pokud se jim nelíbí, mají raději klamy, které je oslňují. Ten, kdo se snaží v lidech vzbudit iluze, je ovládne velmi snadno, naopak, ten, kdo se lidi snaží zbavit iluzí, skončí jako oběť.

#### Zkušenost
Jedině zkušenost má dostatek moci na to, aby zničila iluze, které jsou nebezpečné. Je ale nutné, aby se zkušenost často opakovala, protože zkušenosti nabyté jednou generací nemají význam pro generace následující. To je hlavní důvod, proč nemohou historická fakta sloužit jako důkaz.

#### Rozum
Rozum působí na davy hlavně v negativním smyslu. Na davy nelze působit logickými úvahami a proto řečníci, kteří dokážou davy ovlivnit, působí na city ale ne na rozum. Chceme-li davy přesvědčit, je třeba si uvědomit city, kterými jsou momentálně davy ovládány a předstírat sdílení těchto citů. Musíme si být zároveň vědomi citů, které vzbuzujeme. Neměli bychom ale litovat, že davy nejsou řízeny rozumem, protože city až dosud byly největšími hybnými silami všech civilizací.

### Vůdcové davu a prostředky, jimiž přesvědčují

#### Vůdcové davů
Jakmile je shromážděn určitý počet lidí, začnou podléhat autoritě vůdce. V lidských davech hraje vůdce značnou úlohu. Vůdcové nebývají zpravidla muži myšlenky, ale činu, vycházejí z lidí nervózních a podrážděných. Velmi důležitou roli hraje vůle, dav se instinktivně obrací k tomu, kdo ji má. Vůdce lze rozdělit na dva typy, jedni jsou muži energičtí s pevnou, ale okamžitou vůlí, a druzí, daleko vzácnější, mají vůli zároveň pevnou i trvalou. První jsou bouřliví, stateční a smělí (např. Garibaldi), jejich energie je však pouze chvilková a málokdy přetrvá. Druhá kategorie vůdců má přes méně okázalé formy mnohem větší vliv (sv. Pavel, Kryštof Kolumbus ). Vytrvalá vůle, kterou mají, je vzácnou a silnou schopností, která překoná všechny překážky. Vůdcové nebývají zpravidla muži myšlenek, ale činu. Ve všech společenských vrstvách, od těch nejvyšších až po nejnižší, propadá člověk, není-li osamocen, brzy zákonu nějakého vůdce.

#### Prostředky, jimiž vůdcové působí – tvrzení, opakování, nákaza
Důležité je, aby vůdce šel sám příkladem. Pokud mají ale být metody vůdců účinné, jsou k tomuto účelu použity především tři prostředky – tvrzení, opakování a nákaza. Čisté a prosté tvrzení bez uvažování a důkazů je jedním z nejjistějších prostředků, má-li se nějaká idea uchytit v mysli davů. Čím je tvrzení stručnější, tím větší má autoritu. Nabývá však skutečného vlivu jenom tehdy, je-li ustavičně opakováno (z toho pramení síla reklamy). Je-li tvrzení často opakováno, začne působit mohutný mechanismus nákazy. Nákaza nevyžaduje současnou přítomnost jedinců na jednom místě, může působit i na dálku (revoluce 1848). Také názory a přesvědčení davů se šíří hlavně cestou nákazy.

#### Prestiž
Získají-li názory, propagované tvrzením, opakováním a nákazou moc, důvodem je, že získají tzv. prestiž. Tento často používaný výraz není snadné definovat, ale je to ve skutečnosti jakási fascinace, kterou člověk pociťuje před určitým jedincem, dílem nebo ideou. Prestiž je nejmocnější hybnou silou každé vlády a bohové, králové i ženy by nemohli nikdy vládnout bez ní. Lze ji rozdělit na dvě formy – prestiž získaná a prestiž osobní. Ty na sobě mohou být zcela nezávislé, získaná prestiž je díky jmění a vážnosti, osobní prestiž je naopak něco osobitého, ta je vzácnější. Prestiž je zvláštní v tom, že nám brání vidět věci tak, jak ve skutečnosti jsou a ochromuje naše úsudky.

## Roztřídění a popis různých druhů davů
U různých autorů můžeme nalézt rozdílná členění davu. Někteří se zabývají pouze samotným slovem dav, jiní naopak nazývají dav masou, či shlukem. Nicméně všechny tyto pojmy víceméně vystihuje pojem jednotný a tím je hromadné chování.

### Roztřídění davů podle G. Le Bona
Různé kategorie davů, jež můžeme pozorovat u každého národa, mohou být rozděleny do několika skupin. Avšak tento známý psycholog a sociolog nejprve rozděluje davy na různorodé a stejnorodé. Následně toto rozdělení klasifikuje podrobněji.

#### Davy různorodé
Jedná se o skupiny lidí, které se skládají z libovolného počtu jedinců bez ohledu na jejich vzdělání a zaměstnání. Základní faktor – rasa – nám umožňuje dosti přesně rozlišovat rozličné různorodé davy. Rasové rozdíly se projevují okamžitě. Pokud bychom porovnali dav sestavený z většího počtu jedné rasy, ale různých vlastností, a dav sestavený z různých ras, ale stejných nebo podobných vlastností, budou se hluboce lišit. Lze konstatovat, že: „Vlastnosti davů jsou tím méně zřetelné, čím je duše rasy silnější.“
Kromě základního faktoru – rasy, lze různorodé davy rozlišovat na:
- Davy anonymní – Jedná se např. o pouliční davy, kde síla masy spočívá v její anonymitě posilující pocit beztrestnosti. Vědomí odpovědnosti zde neexistuje.[3]
- Davy neanonymní – Jako příklad lze uvést poroty. U jedinců je vyvinuto vědomí odpovědnosti, které dává jejich činům často různý směr.[3]

#### Davy stejnorodé
G. Le Bon rozlišuje davy stejnorodé na sekty, kasty a třídy:
- Sekty – Jedná se o 1. stupeň rozdělení stejnorodých davů. Jedinci se velmi liší výchovou, prostředím či zaměstnáním, ale mají společné přesvědčení. Příkladem jsou politické či náboženské sekty.[3]
- Kasty – Vyšší stupeň, jež zahrnuje jedince téhož zaměstnání s velmi podobným prostředím a výchovou. Např. kasta vojenská.[3]
- Třídy – Skládají se z jedinců různého původu, kteří nejsou spojeni ani stejným přesvědčením (sekta), ani stejným zaměstnáním (kasta), ale podobnými zvyky či stejnou výchovou. Jedná se především o měšťanské či selské třídy.[3]

#### Davy tzv. zločinné
Zločinné davy jsou poháněny city, rozum je zde stranou. Často jsou tyto zločiny konány z pocitu povinnosti ke společnosti. Typické vlastnosti zločinných davů jsou: důvěřivost, citová přehnanost, přístupnost k sugescím atd.

#### Porotní soudy
Jedná se o neanonymní různorodý dav, u kterého hrají roli malá schopnost uvažování, převaha neuvědomělých citů, vliv vůdců apod. Kdysi se porotní soudy skládaly z profesorů, úředníků a vědců, ale v dnešní době se zde objevují obchodníci, řemeslníci i zřízenci. Jejich rozhodnutí z minulosti a současnosti jsou však dle statistik totožné. Všichni porotci klíčově podléhají citům a málo rozumovým úvahám. Avšak každý dílčí člen je citlivý na něco jiného, a proto je většinou cílem advokátů u soudu zjistit, jak na každého porotce zapůsobit a ovlivnit jej ve svůj prospěch. Naopak soudce by neměl být ovlivnitelný, znát soucit, a řídit se pouze zákonem, a proto je důležité, aby porotní soud jako orgán fungoval kompletně, jako soudce s porotci.

#### Davy voličské
Voličské davy jsou skupiny lidí, které volí osoby, jež mají zastávat určité funkce. Jsou davy různorodými. Projevují se u nich vlastnosti jako slabá schopnost uvažovat, nedostatek kritického ducha a lehkověrnost. V jejich rozhodování hraje velký vliv role vůdců a působení zmíněných faktorů – tvrzení, opakování, prestiž a nákaza. Právě prestiž je zásadní podmínka pro úspěch kandidáta, dokonce důležitější než talent. Důležitou roli v programu kandidáta pak hrají především sliby, které ani není tak důležité poté dodržet, jako spíše je dobře podat.

#### Shromáždění parlamentní
V parlamentech se nacházejí především představitelé vyhrocených názorů. Každé shromáždění potřebuje svého vůdce a jeho moc roste s tím, jak má vůdce velkou prestiž. Poslanci bez prestiže nemají šanci se prosadit, ať přednesou jakkoliv zajímavou řeč, protože ostatní poslanci takovéto řeči ignorují. U parlamentních shromáždění nalézáme všechny obecné vlastnosti davů: sugestibilitu, dráždivost, přehánění citů, převažující vliv vůdců.

### Třídění podle E. Canettiho
E. Canetti se zabývá rozlišením mas na otevřené a uzavřené, pomalé a rychlé, viditelné a neviditelné. Zajímavé je ale rozdělení podle určujícího afektu, který masy rozlišuje především podle toho, co cítí.

#### Masy štvoucí
Štvoucí masa se vytváří s ohledem na rychle dosažitelný cíl. Cíl je jí známý a přesně vyznačený, je také blízký. Útočí na tento cíl s nesmírnou odhodlaností; je nemožné ji od něj odlákat. Ve většině případů tato masa vzniká za účelem zabití oběti, která představuje nejen cíl, ale také bod největší hustoty – sjednocuje v sobě akce všech. Jelikož převaha masy nad obětí je enormní, vzbuzuje v jejích členech pocit, že akce není nebezpečná.

#### Masy prchající
Masa vzniká v důsledku hrozby, kde hrozící nebezpečí je pro všechny členy stejné. Všichni tedy prchají společně, energie jedince umocňuje energii druhých.

#### Masy zákazové
Jedná se o velmi specifický druh masy, kde více lidí společně již nechce dělat to, co dosud běžně vykonávalo. Tato masa se tvoří zákazem, který je především negativního charakteru a vychází z potřeby těch, kteří jsou jím postiženi. Uvnitř vlastní stávky je důležité, aby každý dodržoval heslo zákazu. Ze samotné masy vychází spontánní impuls k vytvoření organizace.

#### Obracející se masy
Obrácení předpokládá rozvrstvenou společnost. Nějaký čas muselo existovat rozhraničení jistých tříd, z nichž jedna má víc práv než druhá, a to rozhraničení se musí dlouho citelně projevovat v každodenním životě lidí, než může vyvstat potřeba obrácení.

#### Slavnostní masy
Cílem je slavnost, které je v jedné chvíli dosaženo. Oproti ostatním masám lze tyto označit za pozitivní.

### Třídění podle R.W. Browna
R. W. Brown se opět dívá na dav z jiného úhlu pohledu. Nejprve davy klasifikuje na aktivní a pasivní, ty pak dále rozděluje.

#### Davy aktivní
- Agresivní (lze rozdělit dále na lynčující, terorizující a rebelující): Co se týče davu lynčujícího, jedná se o dav pronásledující jednoho člověka.[3]
- Únikové: Tyto davy lze přirovnat k „prchající mase“ E. Canettiho. Jedná se o velmi vypjaté situace, kdy na základě stresu, únavy, deprese, ale i nízké morálky a disciplíny vzniká panika. Člověk ve snaze ochránit sebe sama bojuje proti ostatním.[3]
- Akviziční (získávací): Takovéto shluky vznikají především v náročných ekonomických a sociálně deprivovaných situacích. Jedinec nevidí východisko z této vypjaté situace, a proto se velmi často uchyluje především k rabování.[3]
- Výrazové (expresivní): Klíčovým slovem pro tento dav je nespokojenost. Může se jednat o nespokojenost zaměstnanců ke svým zaměstnavatelům, nespokojenost občanů vůči vládním rozhodnutím a mnoho dalších.[3]

#### Davy pasivní
- Příležitostné (nahodilé): Lidé, náhodně shromáždění na jednom místě v důsledku nahodilé události, jakou je např. dopravní nehoda.
- Záměrné: Homogenní skupina lidí shromážděná na jednom místě díky stejnému zájmu za stejným účelem – např. poslech koncertu.[3]

## Psychologie davu podle Williama McDougalla
William McDougall (1871–1938) byl anglický psycholog, který se odstěhoval do USA v r.1920. K jeho podstatným dílům patří kniha Úvod do sociální psychologie (1908), která se stala učebnicí na univerzitách, a Skupinová duše (1920).

### Dav
Dav je nadmíru vzrušivý, impulzivní, vášnivý, vrtkavý, nedůsledný, nerozhodný, schopen jít do krajností, přístupný nejhrubším vášním, je lehkomyslný ve svých úvahách, prudký v úsudcích, vnímá jen jednoduché závěry a argumenty. Nemá sebevědomí, sebeúctu a pocit odpovědnosti, ale dá se strhnout k ohavnosti. Chová se tedy jako nevychované dítě, jako divoch bez dozoru, připomíná svorku divokých zvířat.

## Teorie

### Gustave Le Bon
Rozdělil davy do tří skupin: ponoření, nákaza a sugesce. Během ponoření jedinci v davu ztrácejí smysl pro individualitu a osobní zodpovědnost, což je silně vyvoláno anonymitou davu. Nákaza ve smyslu převzetí vlastností davu.

#### Duše (inteligence) davu
Inteligence davu se rovná inteligenci nejméně inteligentního člena tohoto davu. Dav má sklon ke všem extrémům, lze ji aktivizovat jedině nadměrnými podněty. Kdo chce na dav zapůsobit, musí argumenty podávat v nejvýraznějších obrazech a přehánět, ustavičně opakovat totéž. Dav je netolerantní, ale je důvěřivý vůči autoritě. Respektuje sílu a dobrotou se téměř nedá ovlivnit. Od svých hrdinů vyžaduje sílu, dokonce až násilnictví. Chce být ovládán a útlaku a svého pána se chce bát. Je konzervativní, má neomezenou úctu před tradicí. Dav se může dopustit kriminálních činů.

### Teorie Sigmunda Freuda
Teorie davu Sigmunda Freuda spočívá především v myšlence, že členství v davu slouží k odemčení nevědomé mysli. Superego je vytlačeno davem.

#### Sugesce a libido
U jednotlivce dochází pod vlivem davu k hluboké přeměně duševní činnosti, zájem však směřuje k tomu, abychom našli vysvětlení této proměny. Psychologie i sociologie nám jako vysvětlení předkládá slovo sugesce. To, co nás nutí napodobovat, je sugestivní vliv davu – ovlivňování bez dostatečného logického odůvodnění. Libido – energie takových pudů, které se týkají všeho, co lze zahrnout pod pojem láska, jejímž jádrem je pohlavní láska. Předpokládá, že vztahy lásky nebo citové vazby tvoří podstatu duše davu.

#### Kolektivní duše člověka
Utvořený kolektiv se brání kritice. Nepřátelství a agresivní tendence musí dav nějak odreagovat, třeba najít nepřátele. Stupňování afektivity – v autoritních skupinách vznikají u jedinců agresivní a libidózní snahy, které vyplývají z nekonformity s ideologií. „Mravná úroveň davu je za určitých okolností vyšší než mravná úroveň jednotlivců, z nichž se skládá. Jedině celky jsou schopny vysoké nezištnosti a oddanosti. Zůstává skutečností, že velké myšlenkové rozhodnutí, zásadní objevy a řešení problémů může učinit jen jednotlivec pracující samostatně. Také duše davu je schopna geniálních výtvorů (jazyk, lidová píseň, folklór a jiné“.

### Teorie sociální identity
Teorie sociální identity předpokládá, že člověk je komplexní systém tvořený primárně konceptem součástí v různých sociálních skupinách, které mají různé morální a behaviorální hodnoty a normy a jednání jednotlivce závisí na tom, které členství ve skupině je nejosobnější.

## Davová psychóza
Jiným zvláštním příznakem jakési "nezdravosti" davu je davová psychóza. Nejlépe je možné ji vysvětlit asi pojmy zmanipulován dav až hypnoticky ovládnut vůdcem. Je to stav určitého duševního napětí, rozruchu, příznačný pro davy. Samotná psychóza je opět slovo řeckého původu, v medicíně znamená "všeobecný neklidný duševní stav nebo poruchu duševní rovnováhy až slabomyslnost".

### Chování davu
Chování davu je nezměnitelné (nebo snad změnitelné v mnohasetletém horizontu) a není možné je kultivovat žádnou výchovou nebo restrikcí. I přesto je ale nutné se takovému nebezpečí bránit. Ve chvíli, kdy jsou již zfanatizované masy ovládané masovou hysterií, pochodují městy, je pozdě na individuální výchovu a osvětu a je nutné, aby státní moc ochránila občany pomocí jakýchkoliv prostředků. Není tady na místě bázlivý nebo liberální přístup. Dlouhodobě je ale nutné vést již od dětství lidi k takové sebeúctě, která by jim včas bránila v podlehnutí psychologii masy a která by vedla k důvěře ve vlastní rozum a svědomí.
Chování v davu je závislé na charakteru situace. Obecně je pro něj charakteristické řízení pod vlivem afektu, bez racionality. V podmínkách davu působí na člověka psychologické mechanismy, které vedou ke třem druhům chování:
1. k sobě: členové pociťují závislost na druhých a snaží se o soudržnost skupiny
2. od sebe: nezávislé formy chování. Členové pociťují nezávislost řešení své situace
3. proti sobě: chování zaměřené na vlastní ochranu, proti jiným[2]

### Mechanismy působící v chování davů:
1. sugesce: na základě emocionálního zabarvení, nekriticky a automaticky se šíří v davu
2. nákaza: spontánní osvojení si chování jiných
3. napodobování: vědomé nebo nevědomé reprodukci chování jiných
4. ovlivnění a přesvědčování: cílevědomé působení na dav s použitím argumentů, ve snaze zabránit davu situaci (při shromážděních, demonstracích).

Tyto mechanismy většinou působí společně. Jelikož jejich základ tvoří emoce, které mají silný účinek s projevy davového chování. V krajních případech mohou vyústit do paniky, způsobenou zprávami o nebezpečí. Takový typ zpráv vyvolává úzkost, napětí, obavy o přežití. Často mohou být záměrně zkreslené.

## Masy – masové chování
Při masovém chování lidé nemusí být ve stejném čase na jednom místě. Za masu považujeme skupinu lidí, kteří jsou ve stejném čase na mnoha lokacích, přičemž i tyto lidi spojuje stejný zájem, postoje a přesvědčení a všichni jednají jejich jménem. Masou jsou např. všichni lidé, kteří ve stejném čase sledují tentýž TV program nebo jsou to lidé, kteří například ve stejném období vyznávají stejný styl hudby.

### Druhy masy
1. Šíření zvěstí – jde o šíření určité informace, která zaujme pozornost lidí a kteří se pak podle ní chovají. Zvěsti se šíří velmi rychle a nedají se zastavit. Informace, které se takto šíří mohou a nemusí být pravdivé.[2]
2. Módní, konjunktivní chování – vzniká tehdy, pokud lidé podlehnou nějaké módní vlně, např. podlehnou stejnému stylu hudby, upřednostňují podobný styl oblékání, nosí stejné účesy.[2]
3. Masová komunikace – jedná se o předávání informací v důsledku technologického rozvoje, čímž dochází k ovládání sociálního prostoru, a tím i k ovlivňování masy obyvatelstva. Jejím prostřednictvím dochází k rozdělení komunikačního systému, v rámci něhož je nejvíce ovlivnitelnou skupinou městské obyvatelstvo, které bývá zpravidla technicky vyspělejší v porovnání s venkovem.[2]
4. Institucionalizace jednání – je ustanovené, stereo typizované, rutinní způsob chování, které je běžné v určité skupině či kultuře.[2]

## Současné přístupy k psychologii davu
Davové chování je vyjádřením vzniku nové nadindividuální kvality (duše davu, kolektivní mysli, modernější identity). Davové chování se kvantitativně odlišuje od individuálního. Má iracionální versus racionální zdroje. Jednotlivec se pod vlivem davu mění. Právě v davu se projeví pravá podstata člověka – tedy zda homogenita řízení davu je výsledkem přenosu emocí chování mezi jeho členy, nebo je výsledkem toho, že členy davu se stanou jen lidé s předpoklady pro daný typ chování a davová situace jen usnadňuje jejich projevení se.

### Ideje současných studií psychologie
V současných studiích psychologie davu se objevuje několik různých idejí. Z významných osobností, které se zabývají uvedeným problémem, je dobré zmínit např. Floyda Henryho Allporta, který tvrdí, že dav nemůže mít vědomí, protože to je pouze funkcí nervové soustavy. Ralph H. Turner zase vyjadřuje požadavek ztotožnění se a identifikace jednotlivce s daným sociálním útvarem na to, aby bylo působení davových norem efektivní a jednotlivec je přijal. Neil J. Smelser uvažuje, že davové chování vzniká tehdy, když jsou lidé přesvědčeni o nezbytnosti společenských změn a zároveň neexistují institucionální prostředky, jako cílenou změnu dosáhnout.
Moscoviciho teorie zase uvádí následující myšlenky:
1. Dav je sociální jev, sugesce nebo hypnóza jsou prostředkem transformace jednotlivců na dav, působí zde tlak vůdce.
2. Pro dav je charakteristická iracionalita – to znamená, že lidé jsou v davu neschopni vnímat realitu, jejich chování diktují vášně a instinkty. Typická kvalita člověka davu je konformita. Vytvářejí se specifické vazby mezi členy, vědomí příslušnosti a oddanost skupině. Dav neakceptuje diskuzi.
3. Jednotlivci v davu jsou řízeni nevědomými silami. Dochází k nahrazení vědomé činnosti jednotlivce nevědomou aktivitou uskupení.
4. Možné rozlišit spontánní (přirozené) a organizované (umělé) davy, přičemž první se mohou měnit na druhé. Davy se považují za znak naší doby.[2]